# 183-я пехотная дивизия (вермахт)
183-я пехотная дивизия (нем. 183. Infanterie-Division) — тактическое соединение сухопутных войск нацистской Германии, участвовавшее во Второй мировой войне.

## История дивизии
Образована во время 7-й волны дивизии 28 ноября 1939 в Мюнсингене (Вюттемберг) в Швабском Альбе. В начале французской кампании в 1940 году был разделён на три резервных батальона: 10-й, 17-й и 46-й для подготовки. Участвовала в нападении на СССР в 1941 году, в составе 20-го корпуса под командованием генерала Матерна воевала под Смоленском и Москвой. В сильный мороз (-30 °C) им удалось выйти к востоку от Наро-Фоминска, однако они недолго удерживали там позиции. В 1943 году дивизия из-за многочисленных потерь была расформирована, штаб и боевые части стали основой формирования корпусной группы «Ц» (Korps-Abteilung C). Корпусная группа была передана в состав группы армий «Северная Украина». В июле 1944 года был издан приказ о переименовании корпусной группы в 183-ю пехотную дивизию, но он не был выполнен поскольку соединение было окружено и разгромлено под Бродами в ходе Львовско-Сандомирской операции.
15 сентября 1944 года на военном полигоне Дёллерсхайм из выживших корпусной группы «Ц» (примерно 5000 человек) и формирующейся 564-й пехотной дивизии была создана 183-я народная пехотная дивизия (183. Volksgrenadier-Division). 16 сентября 1944 года 183-я дивизия без дополнительной подготовки была передислоцирована к Западному валу, где была развернута к северу от Аахена. Действуя в составе 7-й армией, затем 5-й танковой армией, дивизия не допустила прорыва на своих участках фронта, но была вынуждена отступить на позиции восточнее Аахена, которые смогла удерживать до февраля 1945 года. За этим последовало отступление к Нижнему Рейну под Дюссельдорфом. Окружение группы армий «Б» в бассейне Рура завершилось капитуляцией немецких войск, в том числе 183-й народной пехотной дивизии 12 апреля 1945 г.

## Боевой путь дивизии
5 октября 1941 года 292-я и 183-я дивизии 9-го армейского корпуса вплотную подошли к Ельне.

## Командиры
- Генерал-лейтенант Бенингус Диппольд (1 ноября 1939 — 4 октября 1941)
- Генерал-майор Рихард Штемпель (4 октября 1941 — 25 октября 1941)
- Генерал-лейтенант Бенингус Диппольд (25 октября 1941 — 20 января 1942)
- Генерал-лейтенант Август Деттлинг (20 января 1942 — 2 ноября 1943) (с формированием корпусной группы «Ц» стал её командиром)
- Генерал-лейтенант Вольфганг Ланге (2 ноября 1943 — апрель 1944) (командир корпусной группы «Ц»)
- Полковник Герхард Линдеманн (апрель-май 1944) (командир корпусной группы «Ц»)
- Генерал-лейтенант Вольфганг Ланге (июнь — июль 1944 — командир корпусной группы «Ц», 15 сентября 1944 — 25 февраля 1945 — комндир 183-й народно-гренадерской дивизии)
- Генерал-майор Генрих Варелманн (25 февраля 1945 — 12 апреля 1945)

## Структура

### До 1940
- 330-й пехотный полк
- 343-й пехотный полк
- 351-й пехотный полк
- 219-й артиллерийский полк

### В 1944
- 311-й пехотный полк (Grenadier-Regiment 311)
- 330-й пехотный полк (Grenadier-Regiment 330)
- 691-й пехотный полк (Grenadier-Regiment 691)
- 183-й стрелковый батальон (Divisions-Füsilier-Bataillon 183)
- 219-й артиллерийский полк (Artillerie-Regiment 219)
- 219-й сапёрный батальон (Pionier-Bataillon 219)
- 219-й противотанковый артиллерийский дивизион (Panzerjäger-Abteilung 219)
- 219-й разведывательный батальон (Infanterie-Divisions-Nachrichten-Abteilung 219)
- 219-й полк снабжения (Divisions-Versorgungs-Regiment 219)